# Gran Premio di superbike di Monza 2009
Il Gran Premio di superbike di Monza 2009 è stata la quinta prova del mondiale superbike del 2009.
La partenza ha visto in pole position Ben Spies, ottenuta con un giro 0,9 secondi sotto il record della pista. Alla prima variante un incidente coinvolge molti piloti: la Kawasaki ZX-10R di Tamada che scivolando, colpisce tra gli altri Parkes, Corser, Roberts e Neukirchner. Il tedesco del team Alstare si frattura due costole, compromettendo la propria stagione. In pista restano molti detriti, una moto si incendia e viene subito data la bandiera rossa. Gara-1 ricomincia poco dopo e vede al comando Spies molto a lungo, finché finisce la benzina pochi metri prima del traguardo e consegna a Fabrizio la sua prima vittoria nel campionato mondiale Superbike, seguito da Haga e Kiyonari. In gara-2 lo statunitense vince, mentre Fabrizio è secondo, Kiyonari terzo e Haga cade alla curva grande.

## Risultati

### Superbike gara 1

#### Arrivati al traguardo
| Pos. | Nº  | Pilota            | Squadra                    | Motocicletta         | Giri | Tempo     | Griglia | Punti |
| ---- | --- | ----------------- | -------------------------- | -------------------- | ---- | --------- | ------- | ----- |
| 1º   | 84  | Michel Fabrizio   | Ducati Xerox               | Ducati 1098R         | 18   | 31:50.758 | 2º      | 25    |
| 2º   | 41  | Noriyuki Haga     | Ducati Xerox               | Ducati 1098R         | 18   | +0.239    | 5º      | 20    |
| 3º   | 9   | Ryūichi Kiyonari  | Ten Kate Honda Racing      | Honda CBR1000RR      | 18   | +8.175    | 3º      | 16    |
| 4º   | 71  | Yukio Kagayama    | Suzuki Alstare BRUX        | Suzuki GSX-R 1000 K9 | 18   | +11.001   | 8º      | 13    |
| 5º   | 65  | Jonathan Rea      | HANNspree Ten Kate Honda   | Honda CBR1000RR      | 18   | +12.447   | 6º      | 11    |
| 6º   | 66  | Tom Sykes         | Yamaha WSB                 | Yamaha YZF R1        | 18   | +13.693   | 10º     | 10    |
| 7º   | 111 | Rubén Xaus        | BMW Motorrad Motorsport    | BMW S1000 RR         | 18   | +19.172   | 14º     | 9     |
| 8º   | 55  | Régis Laconi      | DFX Corse                  | Ducati 1098R         | 18   | +24.989   | 12º     | 8     |
| 9º   | 7   | Carlos Checa      | HANNspree Ten Kate Honda   | Honda CBR1000RR      | 18   | +26.930   | 9º      | 7     |
| 10º  | 23  | Broc Parkes       | Kawasaki World Superbike   | Kawasaki ZX 10R      | 18   | +27.418   | 13º     | 6     |
| 11º  | 3   | Max Biaggi        | Aprilia Racing             | Aprilia RSV4 Factory | 18   | +27.752   | 7º      | 5     |
| 12º  | 96  | Jakub Smrž        | Guandalini Racing          | Ducati 1098R         | 18   | +29.545   | 20º     | 4     |
| 13º  | 56  | Shin'ya Nakano    | Aprilia Racing             | Aprilia RSV4 Factory | 18   | +30.952   | 16º     | 3     |
| 14º  | 67  | Shane Byrne       | Sterilgarda                | Ducati 1098R         | 18   | +31.414   | 15º     | 2     |
| 15º  | 19  | Ben Spies         | Yamaha WSB                 | Yamaha YZF R1        | 18   | +36.998   | 1º      | 1     |
| 16º  | 31  | Karl Muggeridge   | Celani Race                | Suzuki GSX-R 1000 K9 | 18   | +42.732   | 19º     |       |
| 17º  | 15  | Matteo Baiocco    | PSG-1 Corse                | Kawasaki ZX 10R      | 18   | +48.835   | 24º     |       |
| 18º  | 98  | Jake Zemke        | Stiggy Racing Honda        | Honda CBR1000RR      | 18   | +48.888   | 25º     |       |
| 19º  | 25  | David Salom       | Team Pedercini             | Kawasaki ZX 10R      | 18   | +50.612   | 27º     |       |
| 20º  | 33  | Tommy Hill        | Honda Althea Racing        | Honda CBR1000RR      | 18   | +51.706   | 21º     |       |
| 21º  | 77  | Vittorio Iannuzzo | Squadra Corse Italia       | Honda CBR1000RR      | 18   | +55.510   | 28º     |       |
| 22º  | 94  | David Checa       | Yamaha France GMT 94 Ipone | Yamaha YZF R1        | 18   | +58.214   | 26º     |       |
| 23º  | 99  | Luca Scassa       | Team Pedercini             | Kawasaki ZX 10R      | 18   | +1:01.130 | 18º     |       |
| 24º  | 88  | Roland Resch      | TKR Suzuki Switzerland     | Suzuki GSX-R 1000 K9 | 18   | +1:16.850 | 29º     |       |

#### Ritirati
| Nº | Pilota      | Squadra                 | Motocicletta    | Giri | Griglia |
| -- | ----------- | ----------------------- | --------------- | ---- | ------- |
| 91 | Leon Haslam | Stiggy Racing Honda     | Honda CBR1000RR | 17   | 17º     |
| 11 | Troy Corser | BMW Motorrad Motorsport | BMW S1000 RR    | 0    | 11º     |

#### Non partiti
| Nº  | Pilota          | Squadra                  | Motocicletta         | Griglia |
| --- | --------------- | ------------------------ | -------------------- | ------- |
| 76  | Max Neukirchner | Suzuki Alstare BRUX      | Suzuki GSX-R 1000 K9 | 4º      |
| 24  | Brendan Roberts | Guandalini Racing        | Ducati 1098R         | 22º     |
| 100 | Makoto Tamada   | Kawasaki World Superbike | Kawasaki ZX 10R      | 23º     |

### Superbike gara 2

#### Arrivati al traguardo
| Pos. | Nº  | Pilota           | Squadra                    | Motocicletta         | Giri | Tempo     | Griglia | Punti |
| ---- | --- | ---------------- | -------------------------- | -------------------- | ---- | --------- | ------- | ----- |
| 1º   | 19  | Ben Spies        | Yamaha WSB                 | Yamaha YZF R1        | 18   | 31:49.252 | 1º      | 25    |
| 2º   | 84  | Michel Fabrizio  | Ducati Xerox               | Ducati 1098R         | 18   | +2.665    | 2º      | 20    |
| 3º   | 9   | Ryūichi Kiyonari | Ten Kate Honda Racing      | Honda CBR1000RR      | 18   | +2.810    | 3º      | 16    |
| 4º   | 65  | Jonathan Rea     | HANNspree Ten Kate Honda   | Honda CBR1000RR      | 18   | +7.706    | 6º      | 13    |
| 5º   | 3   | Max Biaggi       | Aprilia Racing             | Aprilia RSV4 Factory | 18   | +7.863    | 7º      | 11    |
| 6º   | 66  | Tom Sykes        | Yamaha WSB                 | Yamaha YZF R1        | 18   | +10.383   | 10º     | 10    |
| 7º   | 91  | Leon Haslam      | Stiggy Racing Honda        | Honda CBR1000RR      | 18   | +11.586   | 17º     | 9     |
| 8º   | 96  | Jakub Smrž       | Guandalini Racing          | Ducati 1098R         | 18   | +21.112   | 20º     | 8     |
| 9º   | 111 | Rubén Xaus       | BMW Motorrad Motorsport    | BMW S1000 RR         | 18   | +22.112   | 14º     | 7     |
| 10º  | 7   | Carlos Checa     | HANNspree Ten Kate Honda   | Honda CBR1000RR      | 18   | +22.261   | 9º      | 6     |
| 11º  | 55  | Régis Laconi     | DFX Corse                  | Ducati 1098R         | 18   | +23.453   | 12º     | 5     |
| 12º  | 56  | Shin'ya Nakano   | Aprilia Racing             | Aprilia RSV4 Factory | 18   | +32.956   | 16º     | 4     |
| 13º  | 23  | Broc Parkes      | Kawasaki World Superbike   | Kawasaki ZX 10R      | 18   | +37.166   | 13º     | 3     |
| 14º  | 99  | Luca Scassa      | Team Pedercini             | Kawasaki ZX 10R      | 18   | +43.085   | 18º     | 2     |
| 15º  | 15  | Matteo Baiocco   | PSG-1 Corse                | Kawasaki ZX 10R      | 18   | +43.088   | 24º     | 1     |
| 16º  | 33  | Tommy Hill       | Honda Althea Racing        | Honda CBR1000RR      | 18   | +43.825   | 21º     |       |
| 17º  | 71  | Yukio Kagayama   | Suzuki Alstare BRUX        | Suzuki GSX-R 1000 K9 | 18   | +53.211   | 8º      |       |
| 18º  | 67  | Shane Byrne      | Sterilgarda                | Ducati 1098R         | 18   | +1:00.917 | 15º     |       |
| 19º  | 94  | David Checa      | Yamaha France GMT 94 Ipone | Yamaha YZF R1        | 18   | +1:17.915 | 26º     |       |
| 20º  | 98  | Jake Zemke       | Stiggy Racing Honda        | Honda CBR1000RR      | 18   | +1:28.545 | 25º     |       |
| 21º  | 25  | David Salom      | Team Pedercini             | Kawasaki ZX 10R      | 18   | +1:29.016 | 27º     |       |

#### Ritirati
| Nº | Pilota          | Squadra                | Motocicletta         | Giri | Griglia |
| -- | --------------- | ---------------------- | -------------------- | ---- | ------- |
| 88 | Roland Resch    | TKR Suzuki Switzerland | Suzuki GSX-R 1000 K9 | 17   | 29º     |
| 31 | Karl Muggeridge | Celani Race            | Suzuki GSX-R 1000 K9 | 3    | 19º     |
| 41 | Noriyuki Haga   | Ducati Xerox           | Ducati 1098R         | 2    | 5º      |

#### Squalificato
| Nº | Pilota            | Squadra              | Motocicletta    | Giri | Griglia |
| -- | ----------------- | -------------------- | --------------- | ---- | ------- |
| 77 | Vittorio Iannuzzo | Squadra Corse Italia | Honda CBR1000RR | 5    | 28º     |

#### Non partiti
Tutti questi piloti non hanno preso parte alla seconda gara in quanto infortunatisi durante la prima.
| Nº  | Pilota          | Squadra                  | Motocicletta         | Griglia |
| --- | --------------- | ------------------------ | -------------------- | ------- |
| 11  | Troy Corser     | BMW Motorrad Motorsport  | BMW S1000 RR         | 11º     |
| 76  | Max Neukirchner | Suzuki Alstare BRUX      | Suzuki GSX-R 1000 K9 | 4º      |
| 24  | Brendan Roberts | Guandalini Racing        | Ducati 1098R         | 22º     |
| 100 | Makoto Tamada   | Kawasaki World Superbike | Kawasaki ZX 10R      | 23º     |

### Gara Supersport

#### Arrivati al traguardo
| Pos. | Nº  | Pilota             | Squadra                    | Motocicletta        | Giri | Tempo     | Griglia | Punti |
| ---- | --- | ------------------ | -------------------------- | ------------------- | ---- | --------- | ------- | ----- |
| 1º   | 35  | Cal Crutchlow      | Yamaha World Supersport    | Yamaha YZF R6       | 16   | 29:34.605 | 1º      | 25    |
| 2º   | 26  | Joan Lascorz       | Kawasaki Motocard.com      | Kawasaki ZX-6R      | 16   | +2.660    | 2º      | 20    |
| 3º   | 99  | Fabien Foret       | Yamaha World Supersport    | Yamaha YZF R6       | 16   | +2.716    | 3º      | 16    |
| 4º   | 50  | Eugene Laverty     | Parkalgar Honda            | Honda CBR600RR      | 16   | +2.780    | 4º      | 13    |
| 5º   | 1   | Andrew Pitt        | HANNspree Ten Kate Honda   | Honda CBR600RR      | 16   | +9.270    | 7º      | 11    |
| 6º   | 21  | Katsuaki Fujiwara  | Kawasaki Motocard.com      | Kawasaki ZX-6R      | 16   | +9.332    | 10º     | 10    |
| 7º   | 51  | Michele Pirro      | Yamaha Lorenzini by Leoni  | Yamaha YZF R6       | 16   | +20.178   | 12º     | 9     |
| 8º   | 24  | Garry McCoy        | ParkinGO Triumph BE1       | Triumph Daytona 675 | 16   | +20.221   | 9º      | 8     |
| 9º   | 54  | Kenan Sofuoğlu     | HANNspree Ten Kate Honda   | Honda CBR600RR      | 16   | +22.681   | 6º      | 7     |
| 10º  | 69  | Gianluca Nannelli  | ParkinGO Triumph BE1       | Triumph Daytona 675 | 16   | +26.993   | 8º      | 6     |
| 11º  | 12  | Franco Battaini    | TNT Racing                 | Yamaha YZF R6       | 16   | +31.343   | 13º     | 5     |
| 12º  | 117 | Miguel Praia       | Parkalgar Honda            | Honda CBR600RR      | 16   | +32.236   | 15º     | 4     |
| 13º  | 77  | Barry Veneman      | Hoegee Suzuki              | Suzuki GSX-R600     | 16   | +32.695   | 17º     | 3     |
| 14º  | 105 | Gianluca Vizziello | Stiggy Racing Honda        | Honda CBR600RR      | 16   | +33.216   | 18º     | 2     |
| 15º  | 53  | Alessandro Polita  | Hoegee Suzuki              | Suzuki GSX-R600     | 16   | +33.652   | 19º     | 1     |
| 16º  | 14  | Matthieu Lagrive   | Honda Althea Racing        | Honda CBR600RR      | 16   | +37.937   | 11º     |       |
| 17º  | 5   | Doni Tata Pradita  | YZF Yamaha                 | Yamaha YZF R6       | 16   | +44.249   | 23º     |       |
| 18º  | 30  | Jesco Günther      | RES Software Veidec Racing | Honda CBR600RR      | 16   | +44.860   | 22º     |       |
| 19º  | 9   | Danilo Dell'Omo    | Kuja Racing                | Honda CBR600RR      | 16   | +56.772   | 16º     |       |
| 20º  | 28  | Arie Vos           | Veidec Racing RES Software | Honda CBR600RR      | 16   | +1'13.876 | 25º     |       |
| 21º  | 32  | Fabrizio Lai       | Echo CRS Grand Prix        | Honda CBR600RR      | 16   | +1:14.344 | 24º     |       |
| 22º  | 71  | José Morillas      | Holiday Gym Racing         | Yamaha YZF R6       | 16   | +1:45.778 | 28º     |       |

#### Ritirati
| Nº | Pilota          | Squadra             | Motocicletta   | Giri | Griglia |
| -- | --------------- | ------------------- | -------------- | ---- | ------- |
| 55 | Massimo Roccoli | Intermoto Czech     | Honda CBR600RR | 15   | 14º     |
| 83 | Russell Holland | Echo CRS Grand Prix | Honda CBR600RR | 13   | 26º     |
| 8  | Mark Aitchison  | Honda Althea Racing | Honda CBR600RR | 10   | 5º      |
| 88 | Yannick Guerra  | Holiday Gym Racing  | Yamaha YZF R6  | 8    | 27º     |
| 13 | Anthony West    | Stiggy Racing Honda | Honda CBR600RR | 2    | 20º     |